# Caroline Wensink
Caroline Wensink est une ancienne joueuse néerlandaise de volley-ball née le 4 août 1984 à Enschede. Elle mesure 1,87 m et jouait au poste de centrale. Elle a totalisé 298 sélections en équipe des Pays-Bas. Elle a terminé sa carrière en janvier 2014.

## Clubs
| Club                | De        | À         |
| ------------------- | --------- | --------- |
| VV Pollux           | 1999-2000 | 2002-2003 |
| USC Münster         | 2003-2004 | 2005-2006 |
| Martinus Amstelveen | 2006-2007 | 2008-2009 |
| Schweriner SC       | 2009-2010 | 2009-2010 |
| River Piacenza      | jan 2010  | mai 2010  |
| Muszynianka Muszyna | 2010-2011 | 2011-2012 |
| Azerrail Bakou      | 2012-2013 | 2012-2013 |

## Palmarès

### Équipe nationale
- Championnat d'Europe
  - Finaliste : 2009.
- Grand Prix Mondial
  - Vainqueur : 2007.

### Clubs
- Championnat des Pays-Bas
  - Vainqueur : 2000, 2002, 2003, 2007, 2008, 2009.
- Coupe des Pays-Bas
  - Vainqueur : 2000, 2002, 2003, 2009.
- Championnat d'Allemagne
  - Vainqueur : 2004, 2005.
- Coupe d'Allemagne
  - Vainqueur : 2004, 2005.
- Coupe de Pologne
  - Vainqueur : 2011.
- Championnat de Pologne
  - Vainqueur : 2011.
- Supercoupe de Pologne
  - Vainqueur : 2011.

### Distinctions individuelles
- Ligue européenne de volley-ball féminin 2012: Meilleure contreuse.